# Variant Iota du SARS-CoV-2
Le variant Iota, également connu sous le nom de lignée B.1.526, est l'un des variants du SARS-CoV-2, le virus qui cause la COVID-19. Il a été détecté pour la première fois à New York en novembre 2020. Le variante est apparue avec deux mutations notables : la mutation Spike E484K, qui peut aider le virus à échapper aux anticorps, et la mutation S477N, qui peut aider le virus à se lier plus étroitement aux cellules humaines.
En février 2021, il s'était propagé rapidement dans la région de New York et représentait environ une séquence virale sur quatre. Au 11 avril 2021, le variant avait été détecté dans au moins 48 États américains et 18 pays,.
Dans le cadre du schéma de dénomination simplifié proposé par l'Organisation mondiale de la santé, B.1.526 a été étiqueté variant Iota et est considéré comme un variant d'intérêt (VOI), mais pas comme un variant préoccupant.

## Mutation
Le génome d'Iota (B.1.526) contient les mutations d'acides aminés suivantes, toutes présentes dans le code de la protéine Spike du virus : L5F, T95I, D253G, E484K, D614G et A701V.

## Chronologie
La propagation du variant Iota a été détectée par des chercheurs du California Institute of Technology en recherchant des mutations dans une base de données connue sous le nom de GISAID, une initiative scientifique mondiale qui a documenté plus de 700 000 séquences génomiques du SRAS-CoV-2.
La proportion de cas américains représentés par le variant Iota avait fortement diminué fin juillet 2021, le variant Delta devenant dominant.